# Cherif Arafa
 (juin 2019).
Si vous disposez d'ouvrages ou d'articles de référence ou si vous connaissez des sites web de qualité traitant du thème abordé ici, merci de compléter l'article en donnant les références utiles à sa vérifiabilité et en les liant à la section « Notes et références ».
Cherif Arafa (en شريف عرفة () ; né le 25 décembre 1960) est un réalisateur, scénariste et producteur égyptien. Il est diplômé de l'Institut supérieur du cinéma en 1982.
Cherif Arafa a participé à la réalisation de nombreux films de l'histoire du cinéma égyptien, tels que Les Oiseaux de l'ombre, Mafia, Halim et Dix-Huit Jours. Il a produit plusieurs œuvres télévisées telles que Tamer we shawkeya et Lahazat Harega, moments critiques.
Il était célèbre pour ses films politiques avec l'écrivain Wahid Hamed.

## Filmographie

### Réalisateur
- 1988 : La Troisième Classe
- 1990 : Jouer dans la cour des grands (ar) (اللعب مع الكبار)
- 1991 : Hotch Potch
- 1992 : Terrorisme et kebab
- 1995 : Les Oiseaux de l'ombre
- 2005 : Halim
- 2011 : Dix-Huit Jours

## Récompenses
Il a reçu différents prix au cours de sa carrière :
- Prix du meilleur réalisateur et du meilleur film du ministre égyptien de la Culture, Farouk Hosni, pour Terrorisme et Kebab et Les Oubliés
- Prix argent dans la catégorie meilleur film, festival du film africain de Milan en 1992 pour Terrorisme et Kebab
- Prix bronze du meilleur film au festival du film à Venise en 1995 pour Dark Birds
- Prix argent du meilleur film au festival cinématographique à Milan en 1995 pour Dark Birds
- Prix du meilleur film au festival national de cinéma d'Égypte de 2007 pour Halim.
- Prix d'honneur Faten Hamama pour l'ensemble de son œuvre lors de la 41e édition du Festival international du film du Caire (CIFF)[2].

## Famille
Son père, Saad Arafa, et son frère aîné, Amr Arafa, sont également réalisateurs.